# Liste der Wappen in der Woiwodschaft Niederschlesien
Die Woiwodschaft Niederschlesien (polnisch: Województwo Dolnośląskie) wird in 26 Landkreise (polnisch: Powiat) unterteilt, wobei drei Städte kreisfrei bleiben. Sie bilden zwar unter ihrem Namen ebenfalls einen Landkreis, gehören ihm aber selbst nicht an.

## Kreisfreie Städte

Breslau (Wrocław)
Hirschberg (Jelenia Góra)
Liegnitz (Legnica)

## Landkreis Bunzlau (Bolesławiec)

Wappen des Landkreises Bunzlau (Bolesławiec)
Lage des Landkreises Bunzlau (Bolesławiec) in der Woiwodschaft Niederschlesien

Stadtgemeinde Bunzlau (Bolesławiec)
Stadt-und-Land-Gemeinde Naumburg am Quais (Nowogrodziec)
Landgemeinde Bolesławiec
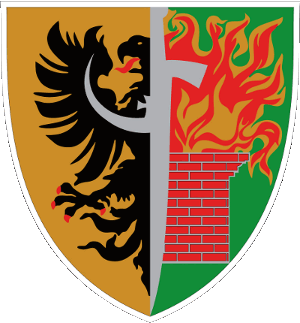
Landgemeinde Gremsdorf (Gromadka)
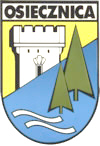
Landgemeinde Wehrau (Osiecznica)
Landgemeinde Alt Warthau (Warta Bolesławiecka)

## Landkreis Reichenbach im Eulengebirge (Dzierżoniów)

Landkreis Reichenbach im Eulengebirge (Dzierżoniów)
Lage des Landkreises Reichenbach im Eulengebirge (Dzierżoniów) in der Woiwodschaft Niederschlesien

Stadtgemeinde Langenbielau (Bielawa)
Stadtgemeinde Reichenbach im Eulengebirge (Dzierżoniów)
Stadtgemeinde Peterswaldau (Pieszyce)
Stadtgemeinde Gnadenfrei (Piława Górna)
Stadt-und-Land-Gemeinde Nimptsch (Niemcza)
Landgemeinde Dzierżoniów
Landgemeinde Heidersdorf (Łagiewniki)

## Landkreis Glogau (Głogow)

Landkreis Glogau (Głogow)
Lage des Landkreises Glogau (Głogow) in der Woiwodschaft Niederschlesien

Stadtgemeinde Glogau (Głogów)
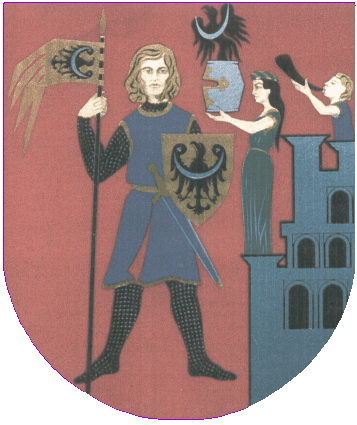
Landgemeinde Glogau (Głogów)
Landgemeinde Hermsdorf (Jerzmanowa)
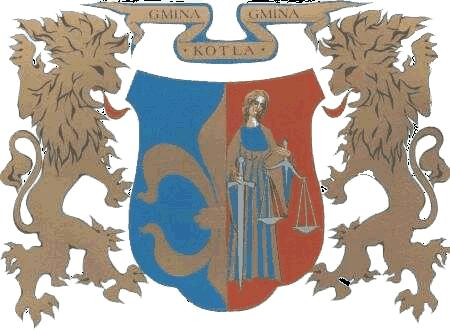
Landgemeinde Kuttlau (Kotla)
Landgemeinde Putschlau (Pęcław)
Landgemeinde Herrndorf (Żukowice)

## Landkreis Guhrau (Góra)

Landkreis Guhrau (Góra)
Lage des Landkreises Guhrau (Góra) in der Woiwodschaft Niederschlesien

Stadt-und-Land-Gemeinde Guhrau (Góra),
Stadt-und-Land-Gemeinde Herrnstadt (Wąsosz),
Landgemeinde Gimmel (Jemielno),
Landgemeinde Nechlau (Niechlów),

## Landkreis Jauer (Jawor)

Landkreis Jauer (Jawor)
Lage des Landkreises Jauer (Jawor) in der Woiwodschaft Niederschlesien

Stadtgemeinde Jauer (Jawor)
Stadt-und-Land-Gemeinde Bolkenhain (Bolków)
Landgemeinde Herrmannsdorf (Męcinka)
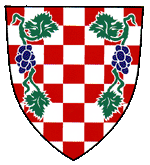
Landgemeinde Profen (Mściwojów)
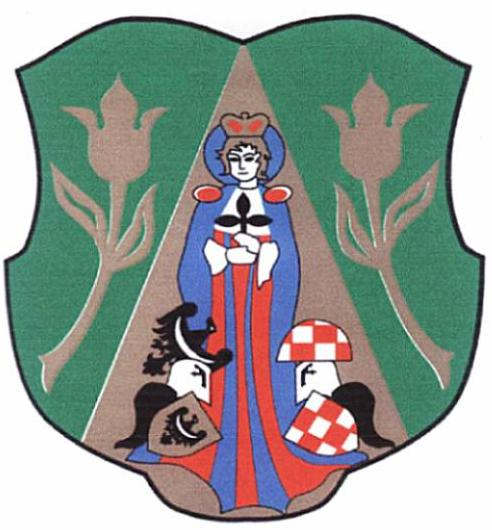
Landgemeinde Poischwitz (Paszowice)
Landgemeinde Groß Wandriß (Wądroże Wielkie)

## Landkreis Jelenia Góra

Landkreis Jelenia Góra
Lage des Landkreises Jelenia Góra in der Woiwodschaft Niederschlesien

Janowice Wielkie
Jeżów Sudecki
Karpacz, Stadt
Kowary, Stadt
Mysłakowice
Piechowice, Stadt
Podgórzyn
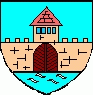
Stara Kamienica
Szklarska Poręba, Stadt

## Landkreis Kamienna Góra

Landkreis Kamienna Góra
Lage des Landkreises Kamienna Góra in der Woiwodschaft Niederschlesien

Landeshut (Kamienna Góra)
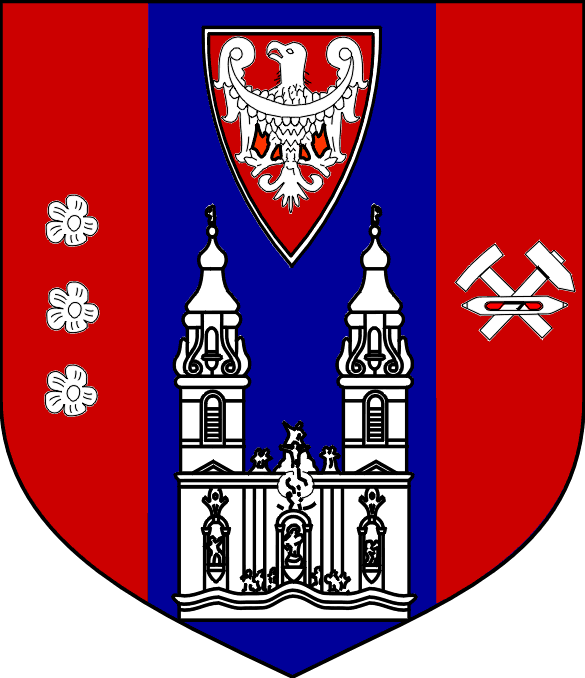
Landeshut-Land (Kamienna Góra-Gmina)
Liebau (Lubawka)
Merzdorf (Marciszów)

## Landkreis Kłodzko

Landkreis Kłodzko
Lage des Landkreises Kłodzko in der Woiwodschaft Niederschlesien

Duszniki-Zdrój (Bad Reinerz)
Kłodzko (Glatz)
Kudowa Zdrój (Bad Kudowa)
Nowa Ruda (Neurode)
Polanica-Zdrój (Bad Altheide)
Bystrzyca Kłodzka (Habelschwerdt)
Lądek-Zdrój (Bad Landeck), alt
Lądek-Zdrój (Bad Landeck), neu
Międzylesie (Mittelwalde)
Radków (Wünschelburg)
Stronie Śląskie (Seitenberg)
Szczytna (Rückers)
Kłodzko-Land
Lewin Kłodzki (Lewin, 1939–45: Hummelstadt)
Nowa Ruda-Land

## Landkreis Legnica

Landkreis Legnica
Lage des Landkreises Legnica in der Woiwodschaft Niederschlesien

Stadtgemeinde Haynau (Chojnów)
Stadt-und-Land-Gemeinde Parchwitz (Prochowice)
Landgemeinde Kroitsch (Krotoszyce)
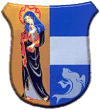
Landgemeinde Kunitz (Kunice)
Landgemeinde Wahlstatt (Legnickie Pole)
Landgemeinde Arnsdorf (Miłkowice)
Landgemeinde Royn (Ruja)

## Landkreis Lubań

Landkreis Lubań
Lage des Landkreises Lubań in der Woiwodschaft Niederschlesien

Stadtgemeinde Lubań (Lauban)
Stadtgemeinde Świeradów-Zdrój (Bad Flinsberg)
Stadt-und-Land-Gemeinde Leśna (Marklissa)
Stadt-und-Land-Gemeinde Olszyna (Mittel Langenöls, 1937–45 Langenöls)
Landgemeinde Lubań (Lauban)
Landgemeinde Platerówka (Ober Linda, 1937–45 Ober Linde)
Landgemeinde Siekierczyn (Geibsdorf)

## Landkreis Lubin

Landkreis Lubin
Lage des Landkreises Lubin in der Woiwodschaft Niederschlesien

Stadtgemeinde Lubin (Lüben)
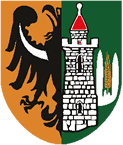
Landgemeinde Lubin (Lüben)
Landgemeinde Rudna (Raudten)
Stadt-und-Land-Gemeinde Ścinawa (Steinau an der Oder)

## Landkreis Lwówek

Landkreis Lwówek
Lage des Landkreises Lwówek in der Woiwodschaft Niederschlesien

Stadt-und-Land-Gemeinde Gryfów Śląski (Greiffenberg in Schlesien)
Stadt-und-Land-Gemeinde Lubomierz (Liebenthal)
Stadt-und-Land-Gemeinde Lwówek Śląski (Löwenberg in Schlesien)
Stadt-und-Land-Gemeinde Mirsk (Friedeberg am Queis)
Stadt-und-Land-Gemeinde Wleń (Lähn)

## Landkreis Milicz

Landkreis Milicz
Lage des Landkreises Milicz in der Woiwodschaft Niederschlesien

Stadt Milicz (Militsch)
Gemeinde Cieszków (Freyhan)
Gemeinde Krośnice (Kraschnitz)

## Landkreis Oleśnica

Landkreis Oleśnica
Lage des Landkreises Oleśnica in der Woiwodschaft Niederschlesien

Stadtgemeinde Oleśnica (Oels)
Stadt-und-Land-Gemeinde Bierutów (Bernstadt an der Weide)
Stadt-und-Land-Gemeinde Międzybórz (Neumittelwalde, bis 1886: Medzibor)
Stadt-und-Land-Gemeinde Syców (Groß Wartenberg, bis 1888: Polnisch Wartenberg)
Stadt-und-Land-Gemeinde Twardogóra (Festenberg)
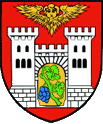
Landgemeinde Dobroszyce (Juliusburg)
Landgemeinde Dziadowa Kłoda (Kunzendorf)
Landgemeinde Oleśnica (Oels)

## Landkreis Oława

Landkreis Oława
Lage des Landkreises Oława in der Woiwodschaft Niederschlesien

Stadtgemeinde Oława (Ohlau)
Stadt-und-Land-Gemeinde Jelcz-Laskowice (Jeltsch-Laskowitz)
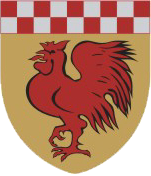
Landgemeinde Oława (Ohlau)
Landgemeinde Domaniów (Thomaskirch)

## Landkreis Polkowice

Landkreis Polkowice
Lage des Landkreises Polkowice in der Woiwodschaft Niederschlesien

Stadt-und-Land-Gemeinde Chocianów (Kotzenau)
Stadt-und-Land-Gemeinde Polkowice (Polkwitz, 1937–45: Heerwegen)
Stadt-und-Land-Gemeinde Przemków (Primkenau)
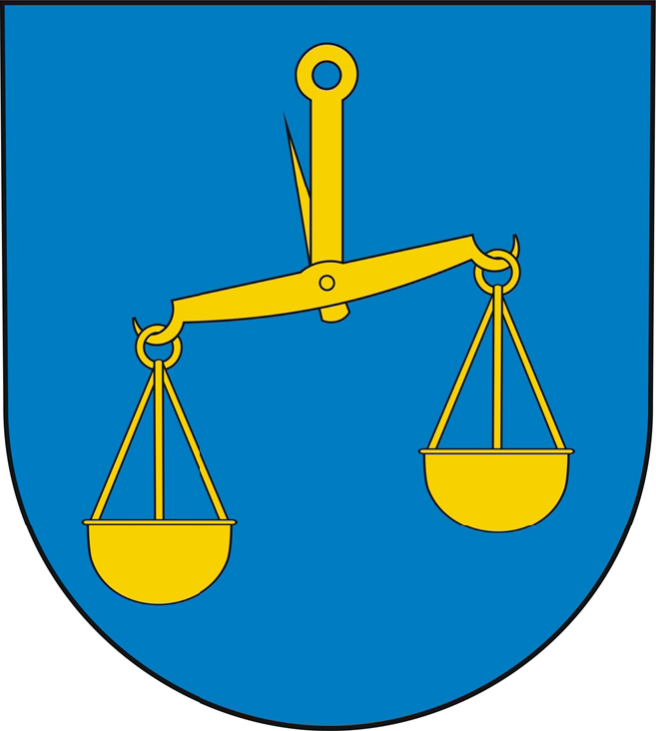
Landgemeinde Gaworzyce (Quaritz, 1937–45: Oberquell)
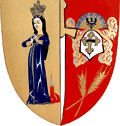
Landgemeinde Grębocice (Gramschütz)
Landgemeinde Radwanice (Wiesau)

## Landkreis Strzelin

Landkreis Strzelin
Lage des Landkreises Strzelin in der Woiwodschaft Niederschlesien

Stadt-und-Land-Gemeinde Strzelin (Strehlen)
Stadt-und-Land-Gemeinde Wiązów (Wansen)
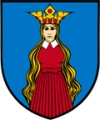
Landgemeinde Borów (Markt Bohrau)
Landgemeinde Kondratowice (Kurtwitz)
Landgemeinde Przeworno (Prieborn)

## Landkreis Środa

Landkreis Środa
Lage des Landkreises Środa in der Woiwodschaft Niederschlesien

Stadt-und-Land-Gemeinde Miękinia (Nimkau)
Stadt-und-Land-Gemeinde Środa Śląska (Neumarkt in Schlesien)
Landgemeinde Kostomłoty (Kostenblut)
Landgemeinde Malczyce (alt) (Maltsch)
Landgemeinde Malczyce (neu) (Maltsch)
Landgemeinde Udanin (Gäbersdorf)

## Landkreis Świdnica

Landkreis Świdnica
Lage des Landkreises in der Woiwodschaft Niederschlesien

Stadt Świdnica (Schweidnitz)
Stadt Świebodzice (Freiburg in Schlesien)
Landgemeinde Dobromierz (Hohenfriedeberg)
Landgemeinde Marcinowice (Groß Merzdorf)
Landgemeinde Świdnica
Stadt-und-Land-Gemeinde Jaworzyna Śląska (alt) (Königszelt vor 2007)
Stadt-und-Land-Gemeinde Jaworzyna Śląska (Königszelt ab Mai 2007)
Stadt- und Landgemeinde Strzegom (Striegau)
Stadt- und Landgemeinde Żarów (Saarau)

## Landkreis Trzebnica

Landkreis Trzebnica
Lage des Landkreises Trzebnica in der Woiwodschaft Niederschlesien

Stadt-und-Land-Gemeinde Oborniki Śląskie (Obernigk)
Stadt-und-Land-Gemeinde Prusice (Prausnitz)
Stadt-und-Land-Gemeinde Trzebnica (Trebnitz)
Stadt-und-Land-Gemeinde Żmigród (Trachenberg)
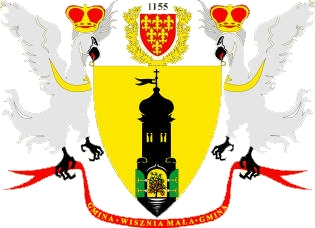
Landgemeinde Wisznia Mała (Wiese)
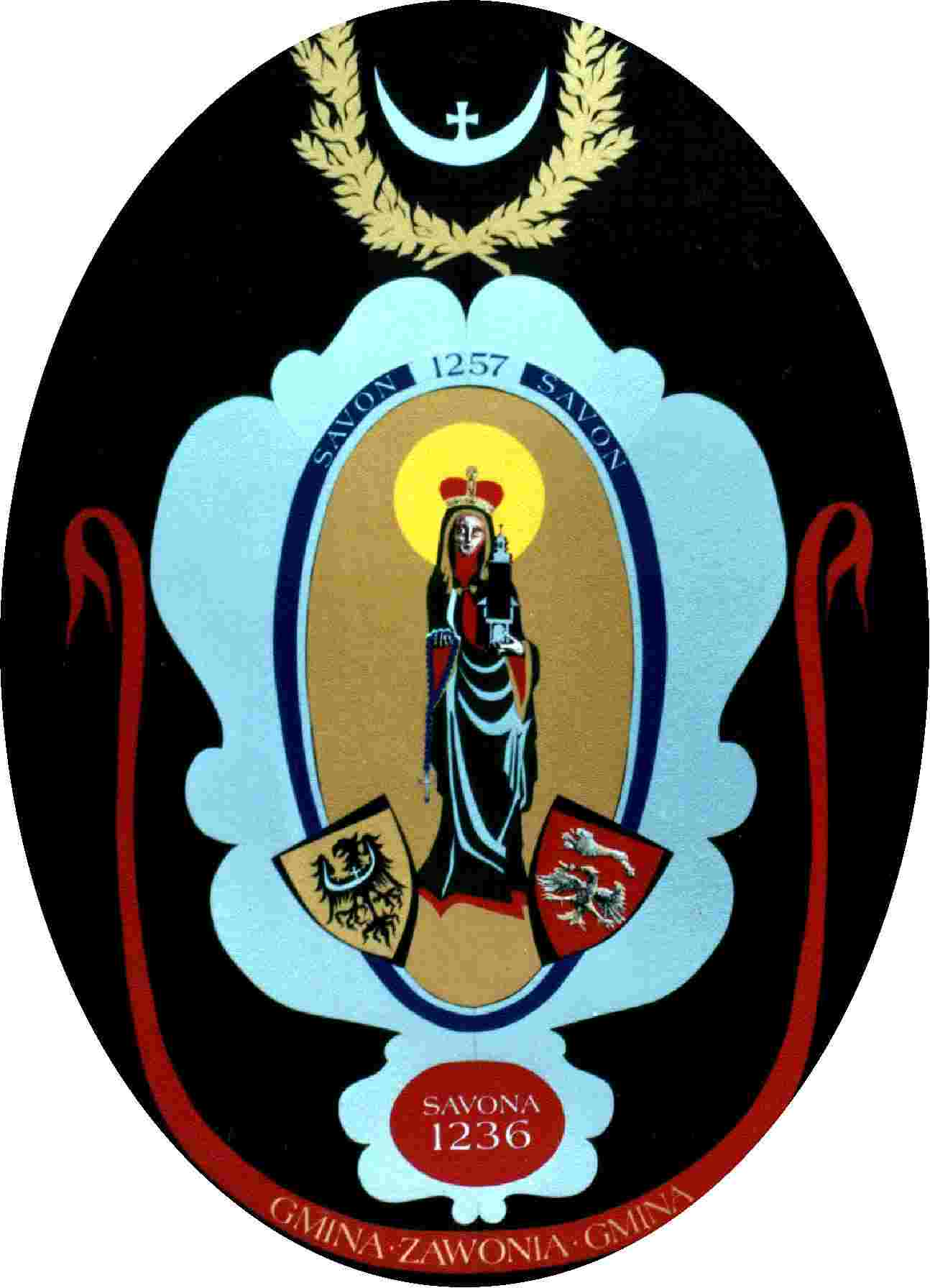
Landgemeinde Zawonia (Schawoine, 1936–45: Blüchertal)

## Landkreis Wałbrzych

Landkreis Wałbrzych
Lage des Landkreises Wałbrzych in der Woiwodschaft Niederschlesien

Stadtgemeinde Boguszów-Gorce (Gottesberg-Rothenbach)
Stadtgemeinde Jedlina-Zdrój (Bad Charlottenbrunn)
Stadtgemeinde Szczawno Zdrój (Bad Salzbrunn, bis 1935: Ober Salzbrunn)
Stadtgemeinde Wałbrzych (Waldenburg)
Stadt-und-Land-Gemeinde Głuszyca (Wüstegiersdorf)
Stadt-und-Land-Gemeinde Mieroszów (Friedland)
Landgemeinde Czarny Bór (Schwarzwaldau)
Landgemeinde Stare Bogaczowice (Altreichenau)
Landgemeinde Walim (Wüstewaltersdorf)

## Landkreis Wołów

Landkreis Wołów
Lage des Landkreises Wołów in der Woiwodschaft Niederschlesien

Stadt-und-Land-Gemeinde Brzeg Dolny
Stadt-und-Land-Gemeinde Wołów
Landgemeinde Wińsko (Winzig)

## Landkreis Wrocław

Landkreis Wrocław
Lage des Landkreises Wrocław in der Woiwodschaft Niederschlesien

Stadt-und-Land-Gemeinde Kąty Wrocławskie (Kanth; bis 1930 Canth)
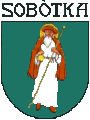
Stadt-und-Land-Gemeinde Sobótka (Zobten am Berge)
Stadt-und-Land-Gemeinde Siechnice (Tschechnitz)
Landgemeinde Czernica (Tschirne)
Landgemeinde Długołęka (Langewiese)
Landgemeinde Jordanów Śląski (Jordansmühl)
Landgemeinde Kobierzyce (Koberwitz)
Landgemeinde Mietków (Mettkau)
Landgemeinde Żórawina (Rothsürben)

## Landkreis Ząbkowice

Landkreis Ząbkowice
Lage des Landkreises Ząbkowice in der Woiwodschaft Niederschlesien

Stadt-und-Land-Gemeinde Bardo (Wartha)
Stadt-und-Land-Gemeinde Ząbkowice Śląskie (Frankenstein)
Stadt-und-Land-Gemeinde Ziębice (Münsterberg in Schlesien)
Stadt-und-Land-Gemeinde Złoty Stok (Reichenstein)
Landgemeinde Ciepłowody (Tepliwoda, 1936–45: Lauenbrunn)
Landgemeinde Kamieniec Ząbkowicki (Kamenz)
Landgemeinde Stoszowice (Peterwitz)

## Landkreis Zgorzelec

Landkreis Zgorzelec
Lage des Landkreises Zgorzelec in der Woiwodschaft Niederschlesien

Stadtgemeinde Zawidów (Seidenberg)
Stadtgemeinde Zgorzelec (Görlitz)
Stadt-und-Land-Gemeinde Bogatynia (Reichenau in Sachsen)
Stadt-und-Land-Gemeinde Pieńsk (Penzig)
Stadt-und-Land-Gemeinde Węgliniec (Kohlfurt)
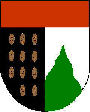
Landgemeinde Sulików (Schönberg/Oberlausitz)
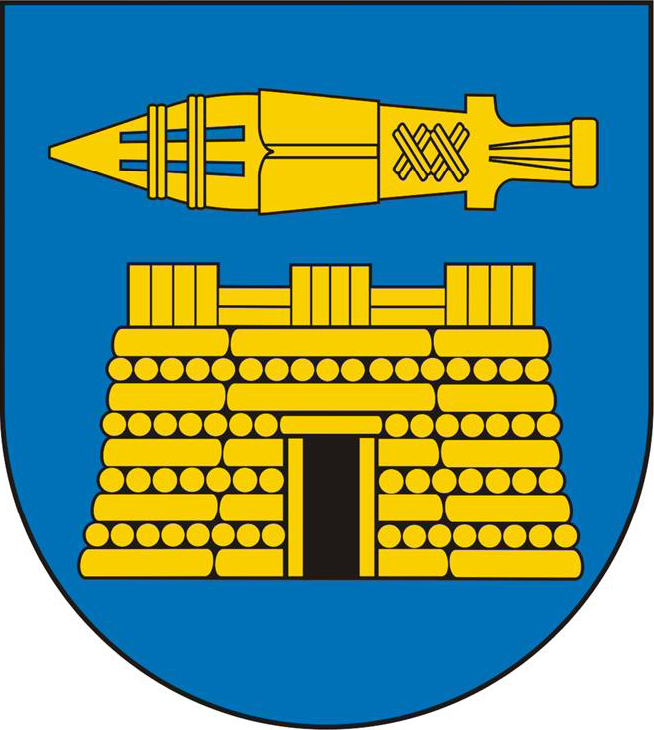
Landgemeinde Zgorzelec (Görlitz)

## Landkreis Złotoryja

Landkreis Złotoryja
Lage des Landkreises Złotoryja in der Woiwodschaft Niederschlesien

Stadtgemeinde Wojcieszów (Kauffung)
Stadtgemeinde Złotoryja (Goldberg in Schlesien)
Stadt-und-Land-Gemeinde Świerzawa (Schönau an der Katzbach)
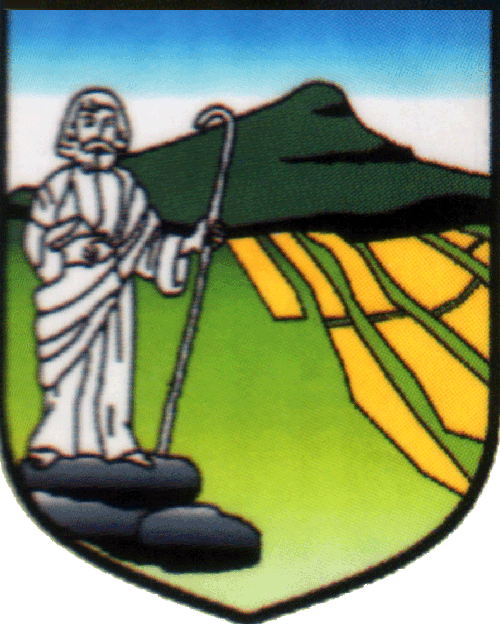
Landgemeinde Pielgrzymka (Pilgramsdorf)
Landgemeinde Zagrodno (Adelsdorf)
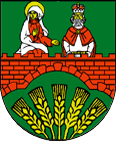
Landgemeinde Złotoryja